# Gérard Houllier
Gérard Houllier, OBE (Thérouanne, 1947. szeptember 3. – Párizs, 2020. december 14.) francia labdarúgó, edző. A francia válogatott szövetségi kapitánya (1992–1993), a Liverpool vezetőedzője (1998–2004), az Olympique Lyonnais vezetőedzője (2005–2007).

## Sikerei, díjai
- Paris Saint-Germain
  - Ligue 1 (1): 1985–86

- Franciaország U18
  - U18-as labdarúgó-Európa-bajnokság (1): 1996

- Liverpool
  - FA kupa (1): 2000–01
  - Ligakupa (2): 2000–01, 2002–03
  - Angol szuperkupa (1): 2001
  - UEFA-kupa (1): 2000–01
  - UEFA-szuperkupa (1): 2001

- Lyon
  - Ligue 1 (2): 2005–06, 2006–07
  - Francia szuperkupa (2): 2005, 2006